# 144,000
144,000(십사만사천)은 143,999보다 크고 144,001보다 작은 자연수다. 

## 수학
- 합성수로, 그 약수는 총 96개다.[a]
  - 144000의 진약수의 합은 373140이므로, 144000은 과잉수다.

## 종교
144,000은 여러 종교에서 중요성을 가지고 있다.
- 마야 달력

마야 달력에서 1박툰은 144,000일이다.
- 기독교

기독교 신약 성경 요한계시록 7장에는 12지파에 12,000명씩 144,000명이 구원받는다는 내용이 있다.

## 같이 보기
- 100,000